# Campionatul European de Scrimă din 1996
Campionatul European de Scrimă din 1996 s-a desfășurat la Limoges în Franța. Probele pe echipe nu au fost incluse în program.

## Rezultate

### Masculin
| Probă   | Aur                    | Argint                  | Bronz                                                |
| Spadă   | Pavel Kolbkov (RUS)    | Elmar Borrman (GER)     | Jean-François Di Martino (FRA) · Viktor Zuikov (EST) |
| Floretă | Lionel Plumenail (FRA) | Uwe Römer (GER)         | Franck Boidin (FRA) · João Gomes (POR)               |
| Sabie   | Damien Touya (FRA)     | Matthieu Gourdain (FRA) | Luigi Tarantino (ITA) · Marcin Sobala (POL)          |

### Feminin
| Probă   | Aur                         | Argint                 | Bronz                                          |
| Spadă   | Magdalena Jeziorowska (POL) | Gianna Bürki (SUI)     | Sangita Tripathi (FRA) · Hajnalka Kiraly (HUN) |
| Floretă | Laura Badea (ROU)           | Gabriella Lantos (HUN) | Anja Fichtel (GER) · Frida Scarpa (ITA)        |

### Clasament pe medalii
| Loc   | Țară       | Aur | Argint | Bronz | Total |
| ----- | ---------- | --- | ------ | ----- | ----- |
| 1     | Franța     | 2   | 1      | 3     | 6     |
| 2     | Polonia    | 1   | 0      | 1     | 2     |
| 3     | Rusia      | 1   | 0      | 0     | 1     |
| 3     | România    | 1   | 0      | 0     | 1     |
| 5     | Germania   | 0   | 2      | 1     | 3     |
| 6     | Ungaria    | 0   | 1      | 1     | 2     |
| 7     | Elveția    | 0   | 1      | 0     | 1     |
| 8     | Italia     | 0   | 0      | 2     | 2     |
| 9     | Estonia    | 0   | 0      | 1     | 1     |
| 9     | Portugalia | 0   | 0      | 1     | 1     |
| Total | Total      | 5   | 5      | 10    | 20    |